# European Youth Forum
European Youth Forum, noto anche con il nome francese Forum Européen de la Jeunesse (in sigla YFJ), è un'organizzazione internazionale che rappresenta più di un centinaio di organizzazioni giovanili. La sua sede principale si trova in Belgio e precisamente in Rue de l’Industrie, 10 a Bruxelles.

## Storia
L'EYF nacque nel 1996 quando le tre piattaforme esistenti allora, si fusero per avere più impatto. All'epoca coesistevano il Council of European National Youth Committees (CENYC) e l'European Co-ordination Bureau of International Youth Organisations (ECB), nati negli anni 60 oltre al Youth Forum of the European Communities (YFEU) nato una decina d'anni dopo.
Lo scopo dell'organizzazione, come dichiarato nel nuovo statuto del 26 aprile 2014, è di :"... promuovere e difendere i diritti e gli interessi dei giovani in Europa, sviluppando politiche, conducendo ricerche, organizzando studi, dibattiti, seminari, riunioni, producendo pubblicazioni, informazioni e organizzando campagne o azioni di advocacy. ... il Forum garantisce la difesa degli interessi dei suoi membri nei confronti del Consiglio d'Europa, del Sistema delle Nazioni Unite, dell'Unione europea e di altri decisori e sostiene, promuove e coordina il lavoro dei suoi membri."
I suoi obiettivi sono:
- Aumentare la partecipazione dei giovani e delle organizzazioni giovanili nella società e nei processi decisionali;
- Influenzare positivamente le questioni politiche riguardanti i giovani e le organizzazioni giovanili come partner riconosciuto delle istituzioni internazionali, tra cui l'Unione europea, il Consiglio d'Europa e le Nazioni Unite;
- Promuovere il concetto di politica giovanile come un approccio integrato e intersettoriale allo sviluppo politico generale, attraverso l'integrazione della gioventù nei processi decisionali;
- Facilitare la partecipazione dei giovani attraverso lo sviluppo di organizzazioni giovanili sostenibili e indipendenti a livello nazionale e internazionale, e assicurando loro dei finanziamenti affidabili e adeguati;
- Promuovere lo scambio d'idee ed esperienze, la comprensione reciproca nonché uguali diritti e opportunità per i giovani in Europa;
- Difendere e incoraggiare la comprensione interculturale, la democrazia, il rispetto, la diversità, i diritti umani, la cittadinanza attiva e la solidarietà;
- Contribuire allo sviluppo del lavoro associativo in altre regioni del mondo.

I membri sono di tre tipi: i membri ufficiali, i membri candidati e i membri veri e propri. Per diventare membro del forum si deve essere o un Consiglio Nazionale della Gioventù (si ha diritto a un solo membro per Paese) o un'Organizzazione giovanile internazionale non-governativa, quest'ultima non deve perseguire già gli stessi obiettivi di un'organizzazione già membro del Forum.
Per l'Italia è membro ufficiale il Consiglio Nazionale dei Giovani (CNG), membro candidato il Freedom Lagality and Rights in Europe (FLARE) e membro osservatore l'International Coordination of Young Christian Workers (ICYCW).